# Dương Thúy Vi
Dương Thúy Vi (sinh 11 tháng 5 năm 1993) là vận động viên của đội tuyển wushu Việt Nam, giành huy chương vàng tại Đại hội Thể thao châu Á 2014 nội dung thương thuật và kiếm thuật kết hợp. Đây cũng là huy chương vàng đầu tiên và duy nhất của đoàn thể thao Việt Nam tại đại hội này.